# 케이 월드 드림 어워즈
케이 월드 드림 어워즈(K WORLD DREAM AWARDS)는 대중음악 시상식으로, 2017년 처음 개최되었다. 다른 시상식이 연말 또는 연초에 개최되는 것과 달리, 매년 8~9월 사이에 개최된다. 소리바다 베스트 케이뮤직 어워즈라는 명칭으로, 2020년까지 4번의 시상식 이후 소리바다 상장 폐지로 2021년 중단되었다가, 최애돌 주관으로 변경되면서 2022년부터 2년간 하트 드림 어워즈로 명칭이 바뀐다.
2024년 다시 한번 주관사 변경으로 케이 월드 드림 어워즈로 또 다시 명칭이 바뀐다.

## 수상자

### 2017년 소리바다 베스트 케이뮤직 어워즈
- 개최 : 2017년 9월 20일 / 잠실학생체육관
- 진행자 : 전현무, 오정연

| 시상 구분         | 수상자                                                                                     |
| ----------------- | ------------------------------------------------------------------------------------------ |
| 대상              | EXO                                                                                        |
| 음원 대상         | 트와이스                                                                                   |
| 본상              | EXO, 트와이스, 여자친구, B.A.P, 마마무, 티아라, 비투비, 황치열, 몬스타엑스, 레드벨벳, 빅스 |
| 프로듀서상        | 이기용배                                                                                   |
| 뮤직비디오 작품상 | 쟈니브로스, 김준홍                                                                         |
| 뮤직 스타상       | 크나큰, 소나무                                                                             |
| OST상             | 에일리                                                                                     |
| 신인상            | 워너원, 펜타곤                                                                             |
| 인기상            | EXO                                                                                        |
| 아이콘상          | 레드벨벳                                                                                   |
| 아티스트상        | 방탄소년단                                                                                 |
| 베스트 트로트상   | 태진아, 홍진영                                                                             |
| 글로벌 공로상     | 이루                                                                                       |
| 포토제닉상        | 다이아                                                                                     |
| 라이징 핫 스타상  | 워너원, 우주소녀                                                                           |
| 보이스상          | 한동근                                                                                     |
| 퍼포먼스상        | NCT 127, 구구단                                                                            |

### 2018년 소리바다 베스트 케이뮤직 어워즈
- 개최 : 2018년 8월 30일 / 올림픽공원 체조경기장
- 진행자 : 한석준, 손담비

| 대상              | 방탄소년단                                                                                                  |
| 음원 대상         | 트와이스 |
| 본상              | 워너원, 마마무, NCT 127, 볼빨간사춘기, 트와이스, 뉴이스트W, 모모랜드, 몬스타엑스, AOA, 레드벨벳, 방탄소년단 |
| 프로듀서상        | 김도훈 |
| 뮤직비디오 감독상 | 쟈니브로스                                                                                                  |
| OST상             | 정세운 |
| 신인상            | 더보이즈, 스트레이 키즈, 네이처, 아이즈                                                                     |
| 남자 인기상       | 워너원 |
| 여자 인기상       | 마마무 |
| 퍼포먼스상        | 사무엘, 다이아                                                                                              |
| 베스트 트로트상   | 태진아, 홍진영                                                                                              |
| 트로트 신인상     | 강남, 설하윤                                                                                                |
| 보이스상          | 휘성, 길구봉구                                                                                              |
| 소셜 보이스상     | 서제이 |
| 힙합 아티스트상   | 송민호 |
| R&B 아티스트상    | 크러쉬 |
| 퀸 오브 트렌드상  | 서인영 |
| 아이콘상          | 뉴이스트 W                                                                                                  |
| 라이징 스타상     | 형섭, 의웅, YDPP                                                                                            |
| 뮤직 스타상       | 유앤비, 청하                                                                                                |
| 해외 엔터테이너상 | 7SENSES |
| 아티스트상        | 레드벨벳, 몬스타엑스                                                                                        |
| 네티즌 인기상     | EXO |
| 소셜 아티스트상   | 방탄소년단                                                                                                  |

### 2019년 소리바다 베스트 케이뮤직 어워즈
- 개최 : 2019년 8월 23-24일 / 올림픽공원 체조경기장
- 진행자 : 한석준, 손담비

| 올해의 아티스트상    | 방탄소년단                                                                                                 |
| 올해의 스테이지상    | 레드벨벳                                                                                                   |
| 올해의 뮤직상        | 트와이스                                                                                                   |
| 올해의 라이브상      | 마마무 |
| 본상                 | 마마무, NCT 127, 트와이스, 모모랜드, 몬스타엑스, 레드벨벳, 방탄소년단, 하성운, 박지훈, 김재환, 청하, AB6IX |
| 프로듀서상           | Rhymer |
| 베스트 힙합 매이커상 | 그루비 룸, 드레스                                                                                          |
| 신인상               | 있지, 투모로우바이투게더                                                                                   |
| 남자 인기상          | 방탄소년단                                                                                                 |
| 여자 인기상          | 트와이스                                                                                                   |
| 퍼포먼스상           | 이달의 소녀, 에이티즈                                                                                      |
| 트로트 대상          | 홍진영, 진성                                                                                               |
| 베스트 트로트상      | 태진아 |
| 트로트 신인상        | 송가인, 홍자, 김수찬, 정미애                                                                               |
| 보이스상             | 정세운, 이창민                                                                                             |
| 소셜 보이스상        | 이우 |
| R&B 아티스트상       | 박봄, 양다일                                                                                               |
| 아이콘상             | 오마이걸, 박지훈                                                                                           |
| 라이징 스타상        | 엔플라잉, 스크레이 키즈, 더보이즈                                                                          |
| 뮤직 스타상          | 씨엘씨, 네이처                                                                                             |
| 해외 엔터테이너상    | SNH48, Zero 9                                                                                              |
| 아티스트상           | 우주소녀, 러블리즈                                                                                         |
| 소셜 아티스트상      | NCT 127, 화사                                                                                              |
| 락 밴드상            | YB |
| 넥스트 아트스트상    | 원어스, 뉴키드, A.C.E                                                                                      |
| 뉴 웨이브상          | 몬스타엑스, (여자)아이들                                                                                   |
| 아트데이너상         | 남우현, 위키미키                                                                                           |
| 글러벌 핫 트렌드상   | 아스트로                                                                                                   |

2020년
- 개최 : 2020년 8월 13일~16일 / SK핸드볼경기장
- 진행자 : 전현무, 진세연